# 941
941 (CMXLI) fue un año común comenzado en viernes del calendario juliano, en vigor en aquella fecha.

## Acontecimientos
- Guerra Ruso-Bizantina (941): Ígor de Kiev sitia Constantinopla.

### Asia
- Fujiwara no Sumitomo es ejecutado por Tachibana Tōyasu.

## Fallecimientos
- Fujiwara no Sumitomo.